# Bangladesh
Bangladesh, officielt Folkerepublikken Bangladesh (bengalsk: গণপ্রজাতন্ত্রী বাংলাদেশ; tr. Gônôprôjatôntri Bangladesh), er en suveræn stat i Sydasien. Før 1971 var landet en del af Pakistan og hed Østpakistan. Grænselandene er Indien mod vest, nord og øst og Myanmar mod øst. Mod syd ligger det Indiske Ocean. Bangladesh har 171.466.990(2023) indbyggere (1.273 per km2), og landarealet er 130.170 km², hvilket omtrent er på størrelse med Englands landareal og omtrent tre gange større end Danmarks.
Bangladesh er et forholdsvist nyt land, der har haft en turbulent levetid med diktatur og siden 1992 demokrati. Indtil 1947 var landet en del af det engelske koloniherredømme. Efter englændernes tilbagetrækning blev Indien delt op i det hinduistiske Indien og det muslimske Pakistan. Bangladesh var det daværende Østpakistan, mens det, der i dag kendes som Pakistan, kaldtes Vestpakistan. Bangladesh erklærede sig uafhængigt af Pakistan i 1971, hvilket udløste Bangladeshkrigen, hvorefter landet efter intervention fra Indien opnåede uafhængighed og status som selvstændig stat.

## Etymologi
Navnet Bangladesh blev oprindeligt skrevet som to ord, Bangla Desh. I 1950'erne brugte bengalske nationalister disse ord til politiske møder i Østpakistan. Ordet Bangla er hovedbetegnelsen både for Bengal regionen og Bengali-sproget. Den tidligste reference til ordet daterer tilbage til Nesari tallerkenen fra 805 e.Kr. Ordet "Vangaladesa" er fundet i sydindiske skrifter fra det 11. århundrede.
Ordet fik officiel status under Bengal Sultanatet i det 14. århundrede. Shamsuddin Ilyas Shah udråbte sig selv som "Shah af Bangala" i 1342. Ordet Bangla blev det mest anvendte navn for regionen under den islamiske periode. Portugiserne omtalte regionen som Bengala i det 16. årundrede.
Oprindelsen af ordet Bangla er uklar, men teorier peger tilbage til bronzealderens proto-Dravidiske stamme, det austriske ord "Bonga" (Solgud) og jernalderens Vanga Kongerige. Indo-Aryan suffikset Desh stammer fra sanskrit-ordet deśha, som betyder "land". Ud fra det kan det formodes, at navnet Bangladesh betyder "Bengals land"

## Historie
Frem til lige efter 2. verdenskrig var Bangladesh en del af den britiske koloni Britisk Indien. Dagens Bangladesh omfatter det, som den gang var den indiske provins Østbengalen.
Ved Indiens deling i 1947 blev Britisk Indien delt i den sekulære stat Indien og den islamiske stat Pakistan. Bengalen blev delt i to, den vestlige del forblev i Indien, mens den østlige del kom med i Pakistan. Denne del fik navnet Østpakistan, men lå 1.500 km fra resten af landet (Vestpakistan, det nuværende Pakistan).
Vestpakistan dominerede den nye stat fuldstændig, både politisk og kulturelt. Dette oprørte mange i Østpakistan, da denne del af landet havde den stærkeste økonomi samt et eget sprog, som ikke er nærmere beslægtet med urdu, Pakistans officielle sprog.
Efter politiske partier, som gik ind for uafhængighed for Østpakistan, vandt valgene i 1971 med en overvældende majoritet, begyndte en proces med at frigøre sig fra Vestpakistan. Dette blev gjort under ledelse af Sheikh Mujibur Rahman.
Den pakistanske hær var fuldstændig domineret af Vestpakistan og gik ind for at stoppe løsrivelsen. Den 25. marts 1971 begyndte et blodbad: i løbet af tre dage blev 50.000 civile bengalere dræbt af hæren. Ti millioner mennesker måtte flygte til Indien, og Rahman blev arresteret. Før han blev arresteret, kom han med en formel uafhængighedserklæring den 26. marts 1971.

### Bangladeshkrigen
Indien greb ind til fordel for Bangladesh, og invaderede Pakistan den 4. december. I løbet af to uger var den pakistanske modstand knust, og Rahman kunne vende tilbage som det uafhængige Bangladeshs første premierminister.
Sheikh Mujibur Rahman blev dræbt ved et attentat den 15. august 1975. Den 3. november gennemførte militæret et kup, men allerede den 7. november blev lederen, generalmajor Khaled Mosharraf, væltet ved et modkup.
General Ziaur Rahman blev nu landets stærke mand. Han blev senere også valgt til præsident ved valgene i 1978. Rahman blev myrdet i maj 1981, og Bangladesh blev styret af militæret frem til 1991, da Bangladesh blev demokratisk.
Begum Khaleda Zia, enken efter Ziaur Rahman, vandt valget og blev premierminister. Hun blev genvalgt i 1996 men blev senere samme år væltet. Fra 2001 kom hun tilbage i position som leder af en koalitionsregering.

## Politik
Bangladesh er politisk styret af en parlamentarisk regering. Præsidenten er statsoverhoved, dog uden reel magt, mens regeringen er ledet af premierministeren. Der er to store partier, der skiftes til at have regeringsmagten, henholdsvis Bangladesh National Party og Awami League. Partierne er ideologisk ikke langt fra hinanden, men er alligevel i voldsom opposition. Attentatforsøg mod politikere samt strejker er et ofte set fænomen. I august 2004 var der et granatangreb mod oppositionslederen. Det førte til, at 21 af oppositionspartiets medlemmer blev dræbt, og at lederen af partiet blev såret. I januar 2005 blev den tidligere finansminister dræbt i et andet granatangreb, og flere andre attentatforsøg har fundet sted. Politisk er landet ustabilt.
Bangladesh er et moderat muslimsk land uden voldsom religiøs fundamentalisme.

### Udenrigspolitik

#### Regionalt samarbejde i Sydasien
Bangladesh er sammen med de øvrige lande i Sydasien medlem af SAARC (en forkortelse for South Asian Association for Regional Cooperation). SAARC blev stiftet i december 1985 med det formål at fremme det regionale samarbejde inden for regionen, samt øge samhandel mellem landene og styrke Sydasiens økonomisk udvikling. Organisationen har hovedsæde i Kathmandu, Nepal, og følgende stater er medlemmer: Bangladesh, Bhutan, Indien, Maldiverne, Nepal, Pakistan og Sri Lanka samt fra april 2007 også Afghanistan.

### Administrativ inddeling
Bangladesh er inddelt i syv administrative divisioner, hver opkaldt efter deres respektive divisionelle hovedbyer: Barisal (বরিশাল), Chittagong (চট্টগ্রাম), Dhaka (ঢাকা), Khulna (খুলনা), Rajshahi (রাজশাহী), Sylhet (সিলেট) og Rangpur (রংপুর).
Divisionerne er underinddelt i distrikter (zila). Der er 64 distrikter i Bangladesh, der hver er underinddelt i upazila (underdistrikter) eller thana (politistationer). Området inden for hver politistation, undtagen dem i metroområderne, er inddelt i flere unioner, hvor hver union består af flere landsbyer. I metroområderne er politistationerne inddelt i bydistrikter, der hver er yderligere underinddelt i mahallaer. Der er ingen folkevalgte embedsmænd i divisionerne, distrikterne og upazilaerne, og administration består kun af regeringsmænd. Direkte valg holdes i alle unioner (eller bydistrikter); og der vælges en formand og et antal rådsmedlemmer. I 1997 gennemførtes en lov, der reserverede tre pladser (ud af tolv) i hver union til kvindelige kandidater.
Dhaka er hovedstaden og den største by i Bangladesh. Blandt andre store byer kan nævnes Chittagong, Rajshahi, Rangpur, Khulna, Sylhet og Barisal. Disse metrobyer har borgmestervalg, mens andre kommuner vælger en formand. Borgmestre og formænd vælges for perioder af fem år.
| By         | Bybefolkning | Metroområdets befolkning |
| ---------- | ------------ | ------------------------ |
| Dhaka      | 6.969.458    | 11.918.442               |
| Chittagong | 3.920.222    | 3.920.222                |
| Khulna     | 1.400.689    | 1.400.689                |
| Rajshahi   | 727.083      | 727.083                  |
| Sylhet     | 339.368      | 339.368                  |
| Barisal    | 291.769      | 291.769                  |

## Geografi
Landets geografiske udstrækning svarer til cirka tre gange Danmarks størrelse, og det er omtrent ligeså fladt, dog med enkelte perifere bjergregioner. Bangladeshs geografiske placering betyder, at det fungerer som en tragt for vandet fra tre af de store floder, der kommer fra bjergregionerne nordpå og munder ud i landet: Brahmaputra, Ganges og Meghnafloderne. Denne tragtformation samt de voldsomme mængder vand, der falder i monsunperioden, medfører, at store dele af befolkningen bliver nødt til at flytte i de perioder, hvor vandmasserne er mest voldsomme. Hvert år lider landet af oversvømmelser, der blandt andet nedbryder den i forvejen sparsomme infrastruktur.
I Indien kan vandkraftværket og dæmningen ved Ganges indløb i Bangladesh, Farakka være årsag til en del problemer i Bangladesh. Dæmningen leder vandet uden om Bangladesh, hvilket medfører at saltvandet fra Bengal bugten trænger ind i Bangladesh og skaber vanskeligheder for landbrug. Når smeltevandet fra bjergene i Himalaya kommer om sommeren åbner Farakka-værket for sluserne mod Bangladesh og skaber derved store oversvømmelser.

### Klima
Bangladesh har et tropisk klima med milde vintre fra oktober til marts og varme, fugtige somre mellem marts og juni. Mellem juni og oktober varer monsun-sæsonen, hvor årets største regnmængder falder. Naturkatastrofer, såsom oversvømmelser, tropiske cykloner, tromber og Bores indtræffer næsten hvert år. Dette i kombination med afskovning og erosion kan give katastrofale konsekvenser.
I november 2007 døde over 2.300 personer i cyklonen Sidr, som ramte store dele af landet.
| Vejr for Dhaka, Bangladesh                                 | Vejr for Dhaka, Bangladesh | Vejr for Dhaka, Bangladesh | Vejr for Dhaka, Bangladesh | Vejr for Dhaka, Bangladesh | Vejr for Dhaka, Bangladesh | Vejr for Dhaka, Bangladesh | Vejr for Dhaka, Bangladesh | Vejr for Dhaka, Bangladesh | Vejr for Dhaka, Bangladesh | Vejr for Dhaka, Bangladesh | Vejr for Dhaka, Bangladesh | Vejr for Dhaka, Bangladesh | Vejr for Dhaka, Bangladesh |
|                                                            | Jan                        | Feb                        | Mar                        | Apr                        | Maj                        | Jun                        | Jul                        | Aug                        | Sep                        | Okt                        | Nov                        | Dec                        | År                         |
| ---------------------------------------------------------- | -------------------------- | -------------------------- | -------------------------- | -------------------------- | -------------------------- | -------------------------- | -------------------------- | -------------------------- | -------------------------- | -------------------------- | -------------------------- | -------------------------- | -------------------------- |
| Gennemsnitlig maks °C                                      | 24,5                       | 28,1                       | 32,4                       | 33,8                       | 32,9                       | 32,2                       | 31,4                       | 31,6                       | 31,8                       | 31,6                       | 29,6                       | 26,4                       | 30,6                       |
| Gennemsnitlig min °C                                       | 12,7                       | 15,5                       | 20,3                       | 23,6                       | 24,5                       | 26,1                       | 26,2                       | 26,3                       | 25,9                       | 23,8                       | 19,2                       | 14,3                       | 21,6                       |
| Gennemsnitlig nedbør mm                                    | 7                          | 25                         | 63                         | 154                        | 341                        | 337                        | 373                        | 316                        | 314                        | 175                        | 34                         | 15                         | 2,154                      |
| Kilde (2016): worldweather.wmo.int; wetterkontor.de (tysk) |                            |                            |                            |                            |                            |                            |                            |                            |                            |                            |                            |                            |                            |

## Økonomi
I Bangladesh er det nominelle GNI per capita i $ steget fra 380 i 2000 til 400 i 2003. Til sammenligning er tallene for Danmark henholdsvis 31.450 og 33.570.
Bangladesh har, siden det blev uafhængigt, taget adskillige tiltag inden for den økonomiske sektor og følger en liberal markedsøkonomi. På det politiske område forsøger man at tiltrække udenlandske investeringer ved at give de udenlandske investorer en række fordele, blandt andet fordelagtige skattefradrag. Som udenlandsk investor kan man blandt andet etablere 100 % udenlandsk ejede selskaber og et joint venture med en lokal privat partner eller med en partner fra den offentlige sektor.
Den største eksportvare fra Bangladesh er tekstiler, der i 2003-2004 udgjorde ca. 75 % af den samlede eksport. Selvom der også er en vis eksport af te, læder og frosne rejer, skaber den store afhængighed af eksport fra tekstilsektoren en vis usikkerhed i økonomien overfor ændringer i verdensøkonomien. EU er landets største handelspartner, og aftager næsten 20 % af landets eksport.
Bangladesh er et fattigt, overbefolket og ineffektivt styret land. Cirka halvdelen af GDP ($ 61,94 milliarder, 2004) frembringes fra servicesektoren, selvom næsten to tredjedele af indbyggerne arbejder i landbrugssektoren, hvor ris er den vigtigste afgrøde. Der er adskillige større forhindringer for en voksende økonomi. De årlige cykloner og oversvømmelser, de dårlige havnefaciliteter, en voksende arbejdsstyrke, der ikke kan absorberes af landbrugssektoren, forsinkelser i udnyttelse af naturressourcer (naturgas), manglende elektricitetsforsyning, og langsom implementering af økonomiske reformer er alt sammen med til at forhale udviklingen.
De økonomiske reformer forsinkes i mange tilfælde af politiske uoverensstemmelser og korruption på alle niveauer. Selvom der er mange hindringer, har der alligevel været en støt økonomisk vækst på ca. 5 % de sidste mange år. Mange bangladeshiske virksomheder var i 2004 generelt baseret på afhængighed af billig arbejdskraft og lokale ressourcer og afhængighed af udenlandske virksomheders teknologioverførsel.

### Industri
Størstedelen af landets industriproduktion består af tekstiler. Tekstilindustrien i Bangladesh ekspanderede stærkt i løbet af 1980'erne, da det lave lønniveau tiltrak udenlandsk kapital. 40 % af kvinderne i Bangladesh arbejder indenfor denne sektore, mange under meget dårlige arbejdsforhold. Tekstiler udgør 75 % af eksportværdien, og Bangladesh overgås kun af Kina i den internationale handel med tekstiler (ready-made garments, RMG). I 2013 blev der afsløret elendige forhold i denne industri, og en større dødsulykke førte til, at regeringen forøgede mindstelønnen til 5.300 Taka (68 dollar) fra december 2013.
Ved starten af en virksomhed er der adskillige udfordringer, der skal overkommes. Verdensbanken har opstillet nogle indikatorer for at starte en virksomhed i forskellige lande. På baggrund af indekset er det muligt at foretage en sammenligning af at starte ensartede virksomheder i Danmark og Bangladesh. Indikatorerne er selvfølgelig generelle og vil formodentlig afvige fra en individuel virksomheds erfaringer og oplevelse.
For at starte en virksomhed er der for hvert enkelt land en række lovregulerede procedurer, der skal finde sted mellem stifter og eksterne partnere som for eksempel myndigheder, advokater og revisorer. I Danmark viser listen, at det er nødvendigt med 4 procedurer i gennemsnit, hvor det i Bangladesh er 8. I Danmark tager det i gennemsnit 4 dage at gennemgå disse procedurer, hvor det i Bangladesh tager 35 dage. Hvis der mellem to parter opstår en kontraktuel tvist ud fra lignende forudsætninger i henholdsvis Danmark og Bangladesh, kræver det i Danmark i gennemsnit 14 procedurer, der tidsmæssigt fylder 83 dage, fra sagsøger har lagt sag an, til kontrakten bliver fuldbyrdet af domstolen, hvor det i Bangladesh kræver 29 procedurer og tager 365 dage. Det er ikke muligt at komme med en sikker og præcis vurdering af længden af en sådan retssag, men tallene er med for at give en forestilling om de forskelle, der er mellem Danmark og Bangladesh.
Ud fra ovenstående indeks fra Verdensbanken fremgår det, at der er væsentlige forskelle på virksomhedsstart i Danmark og Bangladesh. Tilsyneladende er det nemmere i Danmark. Selv om Verdensbankens indeks er generelt, giver det alligevel en indikator til virksomheder, der overvejer at ekspandere til Bangladesh.

## Demografi
Befolkningstallet er blandt det største i verden, og er anslået til 162 mio. (2016), hvoraf de fleste indbyggere lever under fattigdomsgrænsen. Befolkningstætheden svarer rundt regnet til, at hele den danske befolkning flyttede nord for Limfjorden.
Det forventes at befolkningen når 250 mio. i år 2050. Indbyggertallet i 1951 var 44 millioner.
Bangladesh's befolkningsvækst var blandt de højeste i verden i 1960'erne og 1970'erne, da befolkningstallet voksede fra 65 til 110 millioner. Med indførelsen af prævention i 1980'erne, formindskedes befolkningstilvæksten. Fertilitetsraten var i 2016 på 2,13, lavere end den var i Indien (2,33) og Pakistan (2,68). Befolkningen er relativt ung med 34% som er 15 år eller yngre og 5% 65 år eller ældre. Forventet levealder ved fødslen er estimeret at være 70 år for både mænd og kvinder i 2012. På trods af den hurtige økonomiske vækst, så lever 43% af befolkningen stadig under fattigdomsgrænsen, hvilket betyder, at man lever for mindre end 1,25 $ om dagen.
Det officielle sprog er bengali, mens engelsk er det andet sprog og er bredt benyttet i undervisning og i forretningsverdenen. Bengali folk udgør 98% af den samlede befolkning.

## Kultur

### Arkitektur
Den arkitektoniske tradition i Bangladesh har en 2.500 år gammel historie. Terrakotta arkitektur er et særtegn for Bengal. Præ-Islamisk Bengali arkitektur nåede sit højdepunkt under Palariget, da Pala Skolen for Skulpturel Kunst etablerede store strukturer som f.eks. Somapura Mahavihara. Islamisk arkitektur begyndte at udvikledes under Bengal Sultanatet, da lokal terrakottastil påvirkede middelalderens konstruktioner af moskeer. Adina Moskeen var den største moske, der blev bygget i det indiske subkontinent.
- Traditionel arkitektur i Bangladesh
- Sona Moskéen
- Puthia-templet
- Islamisk terrakotta fra Atia Moskéen
- Kantajew Templet
- Khan Mohammad Mridha Moskéen
- Mughal arkitektur i Dhaka

### Køkken
Hvid ris danner base for det bengalske køkken, sammen med mange grøntsager og linser. Risretter inkluder også bengalsk biryani, pilaf og khichuri. Sennep, ghee, solsikkekerneolje og frugt chutney er udbredt i bengalsk madlavning. Fisk er hovedkilden til protein i det bengalske køkken. Hilsa, en slags indisk sild, er nationalfisken og er meget populær i Bangladesh. Rogn er en delikatesse. Mad fra havet er en vigtig del af det bengalske køkken, specielt hummere, rejer og tørfisk. Af kød spises der mest kylling, oksekød, lammekød, hjortekød, and og due.

### Sport
Cricket er en af de mest populære sportsgrene i Bangladesh, efterfulgt af fodbold. Landsholdet i cricket deltog for første gang i VM i Cricket i 1999, og året efter fik holdet tildelt status som elite Test cricket. Bangladesh har fem stormestre i skak. Blandt disse var Niaz Murshed den første stormester i Sydasien. Indenfor rytmisk gymnastik, blev russeren Margarita Mamun, som stammer fra Bangladesh, verdensmester i 2013 og 2014.
Kabaddi er en meget populær sport i Bangladesh og betragtes som nationalsport. Andre populære sportsgrene er bl.a. hockey, tennis, badminton, håndbold, basketball, volleyball, skak, skydesport og lystfiskeri. National Sports Council styrer 42 forskellige sportsorganisationer.